# Gare de Rouillé
La gare de Rouillé est une gare ferroviaire française de la ligne de Saint-Benoît à La Rochelle-Ville, située sur le territoire de la commune de Rouillé, dans le département de la Vienne en région Nouvelle-Aquitaine.

## Situation ferroviaire
La gare de Rouillé est située au point kilométrique (PK) 27,827 de la ligne de Saint-Benoît à La Rochelle-Ville entre les gares de Lusignan et Pamproux. Son altitude est de 152 m.

## Histoire
Le bâtiment voyageurs a été fermé en 1992[réf. nécessaire].
En 2022, selon les estimations de la SNCF, la fréquentation annuelle de la gare était de 16 496 voyageurs contre 11 199 voyageurs en 2019.

## Service voyageurs

### Accueil
C'est un point d'arrêt non géré (PANG), équipé de deux quais, dont un avec abri. Un parking pour les véhicules se trouve devant l'ancien bâtiment voyageurs.

### Dessertes
Rouillé est desservie par des trains du réseau TER Nouvelle-Aquitaine (ligne Poitiers - La Rochelle).